# Melody Thornton
Melody Thornton (Phoenix, Arizona, 28 de septiembre de 1984) es una cantante y bailarina estadounidense, especialmente conocida por su trabajo como vocalista de the Pussycat Dolls. Siendo la más joven del grupo, Melody asume el segundo puesto como vocalista del grupo, detrás de la vocalista principal Nicole Scherzinger, y se distingue de las demás por su melódica voz. En 2010 dejó el grupo, para centrarse en su carrera en solitario. En 2012 Melody lanzó su primer mixtape llamado P.O.Y.B.L. En el verano del 2017 estuvo de tour por China con el musical The Bodyguard donde interpreta el papel de Rachel Marron. El 7 de agosto de 2020 salió a la venta su EP debut "Lioness Eyes".

## Primeros pasos
Melody se graduó en Camelback High School en Phoenix, Arizona en 2003. Su madre es Mexicana y su padre afroamericano. Tanto su abuela materna (cantante de rancheras) como su abuelo paterno (guitarrista de blues) han sido una gran influencia para ella.
Siendo una niña demostró su talento en un concurso en el cual cantó la canción de Mariah Carey “Without You”.
Participó en discos de artistas de renombre como corista e incluso cantó el himno nacional para los Arizona Diamondbacks siendo una adolescente.
Es la única de las chicas que tiene raíces latinas y afroamericanas y eso significa mucho para ella. "Creo que mucha gente del público se puede sentir identificada conmigo".
La primera vez que vio a las Pussycat Dolls fue en “MTV Diary” de Christina Aguilera. Grabó la actuación para verla una y otra vez. Estudiar esa cinta le valió la pena. Melody fue integrada en el grupo en diciembre de 2003.

## Pussycat Dolls

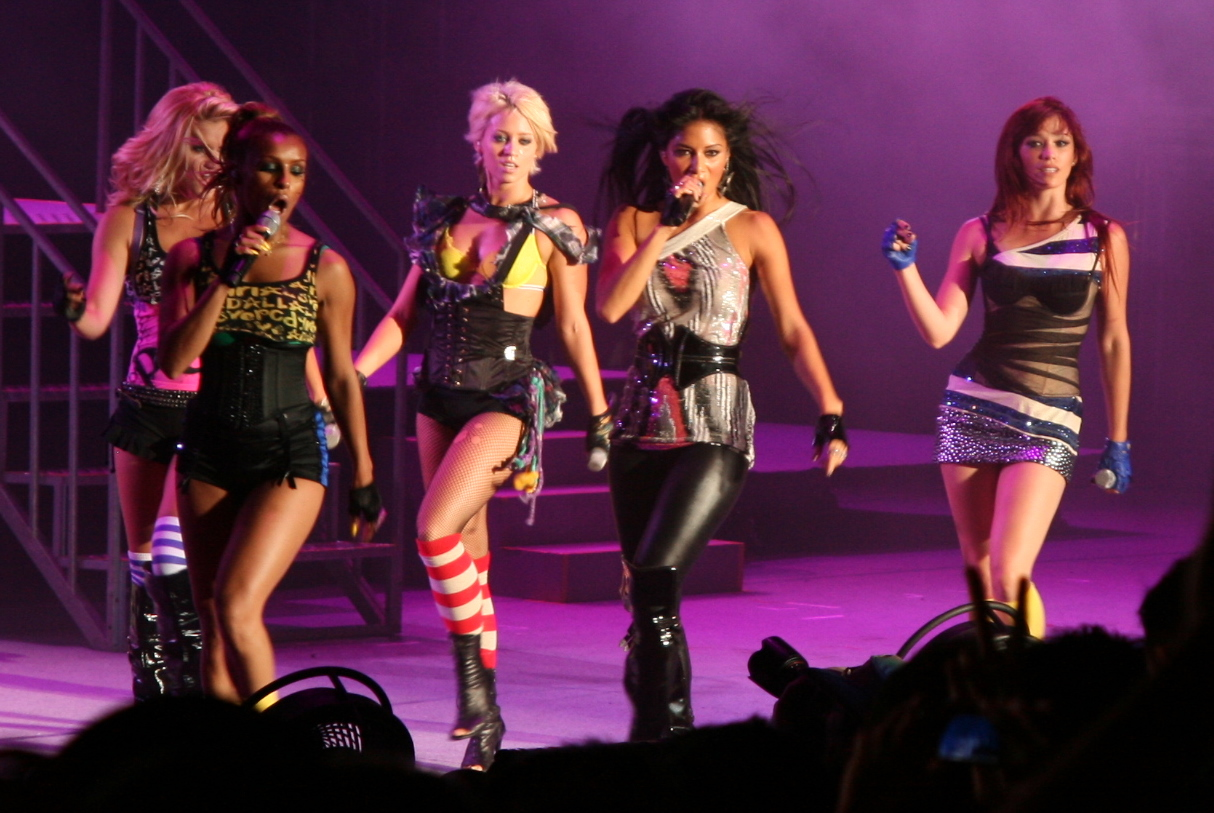
Pussycat Dolls en concierto en el año 2008

En 2003, entró a formar parte de las Pussycat Dolls para añadir fuerza al grupo con su potente voz. Se enteró gracias al programa MTV Diaries que estaban haciendo audiciones para buscar una nueva integrante. Melody asistió a la prueba y fue contratada en diciembre de 2003. Gustó tanto su voz que no hizo falta que bailara. Al igual que las demás Dolls, es una asalariada empleada de Interscope Records. Su apodo para el grupo es "Baby Doll" porque es la más joven. Las Pussycat Dolls lograron grandes éxitos por todo el mundo en 2005 con su álbum PCD, que debutó en el puesto número 5 en el U.S. Billboard 200 Chart y produjo los hits "Don't Cha", "Buttons", y "Stickwitu", que les hizo ganar el Grammy Award nomination. Aunque Carmit Bachar abandonó el grupo en marzo de 2008, las demás continuaron como quinteto y en el mismo año sacaron al mercado su segundo álbum, Doll Domination, el cual incluye los hits "When I Grow Up", "I Hate This Part", "Jai Ho! (You Are My Destiny)" and "Hush Hush".

## Carrera en solitario
Melody comenzó con su carrera en solitario colaborando con el rapero Jibbs en la canción "Go Too Far" de su álbum Jibbs Featuring Jibbs. Ella ha declarado que le gustaría tener su propio álbum pronto con varias colaboraciones de artistas que admira. En una entrevista en el Cabanna Club en Hollywood, ha confirmado que ha estado grabando y escribiendo canciones y que le gustaría tener algunas canciones en español para mostrar su herencia latina. El primer mixtape de Melody, P.O.Y.B.L fue lanzando el 15 de marzo de 2012 del cual saco 4 Singles: Lipstick & Guilt, Smoking Gun, Someone To Believe Y Bulletproof, esta última canción es un cover del grupo inglés La Roux. En 2015 Melody colaboró en las canciones "GoodBye" y "Serial Killer" del cantante, bailarín y coreógrafo Bobby Newberry. En noviembre de 2019 lanzó el sencillo "Love Will Return" el 24 Julio lanzó el sencillo "Phoenix Rise" ambos forman parte del EP "Lioness Eyes" que salió a la venta el 7 de agosto de 2020.

## Habilidades vocales y de baile

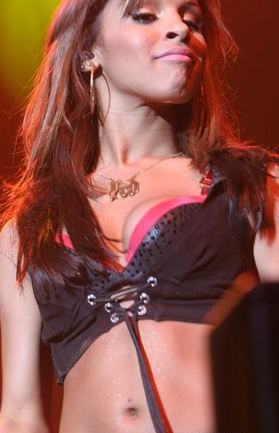
Melody Thornton en Tacoma Dome.

Melody es conocida por su melódica y potente voz, improvisaciones y falsetto. A pesar de su espléndida voz, no ha recibido ninguna clase de canto antes de entrar en el grupo, y es la única de las Pussycat Dolls que no ha recibido ninguna clase de baile antes de ser aceptada.
Mientras Nicole Scherzinger puso su voz en la mayoría de las canciones del primer álbum, PCD, Melody también contribuyó en varias canciones como segunda voz. Con la ida de Carmit Bachar, Thornton interpretó "Fever" y "Hey Big Spender" sola durante los conciertos.
También ha sacado su primer sencillo en solitario llamado "Space" que se incluyó en la edición de lujo de Doll Domination.

## Discografía
También ver en Pussycat Dolls discografía

### Colaboraciones
| Año  | Título          | Artista                                  | Álbum                 |
| ---- | --------------- | ---------------------------------------- | --------------------- |
| 2007 | "Go Too Far"    | Jibbs featuring Melody Thornton          | Jibbs Featuring Jibbs |
| 2015 | "GoodBye"       | Bobby Newberry featuring Melody Thornton |                       |
| 2015 | "Serial Killer" | Bobby Newberry featuring Melody Thornton |                       |

### Canciones en solitario
| Año  | Título  | Artista         | Álbum                          |
| ---- | ------- | --------------- | ------------------------------ |
| 2008 | "Space" | Melody Thornton | Doll Domination Deluxe Edition |

### Filmografía
| Año  | Título                                               | Personaje           |
| ---- | ---------------------------------------------------- | ------------------- |
| 2007 | Keeping Up With The Kardashians                      | Ella misma          |
| 2007 | Pussycat Dolls Present: The Search for the Next Doll | Ella misma          |
| 2009 | Bank of Hollywood (Reality)                          | Ella misma          |
| 2010 | TV Guide's Countdown to the Grammys                  | Presentadora        |
| 2010 | World Music Awards                                   | Presentadora        |
| 2011 | Popstar to Operastar                                 | Artista/Concursante |
| 2017 | Celebs Go Dating                                     | Ella misma          |
| 2023 | Holiday Twist                                        | Brenda              |